# Мороз Олексій Никифорович
Олексі́й Ники́форович Моро́з (* 14 березня 1908, Розлива, нині Новомиргородського району — † 1984) — український літературознавець, кандидат філологічних наук.

## Життєпис

Олексій Мороз (з правого боку) на весіллі у родини Вільде, 1950-і

Викладав у Київському педагогічному інституті, з 1945 — у Львівському університеті, в 1949—1955 та 1958—1964 роках — декан філологічного факультету.
В часі роботи у Львові товаришував з Іриною та Михайлом Вільде.
Написав низку статей, бібліографічних матеріалів про І. Франка,
- 1964 — покажчик «Михайло Коцюбинський»,
- 1966 — «Бібліографія творів Івана Франка за 1874—1964 рр.»

З 1960 року видав ряд покажчиків франкознавчої літератури різної тематики за різні періоди.
1969 року вийшов його бібліографічний покажчик — до 200-річчя української літератури, присвячений І. Котляревському,
- в 1971 — рекомендаційний бібліографічний покажчик творів Котляревського,
- 1972 — фундаментальна бібліографічна праця, присвячена Лесі Українці з передмовою дослідниці її творчості М. Д. Деркач,
- «Етюди про сонет: До питання про традиції і новаторство в розвитку сонета», «Дніпро», 1973
- «Іван Франко. Семінарій», «Вища школа», 1966, 1977.

## Витоки
- Прес-центр[недоступне посилання з липня 2019]
- Діяльність відділу наукової бібліографії

| українська персоналія | Це незавершена стаття про особу, що має стосунок до України. Ви можете допомогти проєкту, виправивши або дописавши її. |